# Яванска кочоа
Яванската кочоа (Cochoa azurea) е вид птица от семейство Turdidae. Видът е световно застрашен, със статут Уязвим.

## Разпространение и местообитание
Разпространен е в Индонезия.